# 櫻井潔
櫻井 潔（さくらい きよし、1950年- ）は、日本の建築家。
株式会社櫻井潔建築設計事務所・ETHNOS代表。神戸市生まれ。

## 略歴
- 1974年京都大学工学部建築学科卒業。1976年京都大学大学院修士課程修了

- 1976年 日建設計入社。1987年（昭和62年）設計主管。1995年（平成7年）設計部長。1997年（平成9年）設計室長。1999年（平成11年）東京本社副代表。2000年（平成12年）取締役東京本社副代表。2001年（平成13年）常務執行役員東京副代表。2004年（平成16年）常務執行役員設計部門代表。2006年（平成18年）代表取締役副社長　設計統括。

- 東京都立大学 (1949-2011)(現首都大学東京)、北海道大学、京都大学、国土交通省国土交通大学校、講師等歴任。
- 2005年 - 2007年日本建築学会理事
- 2008年 - 2010年日本建築学会副会長

- 2013年 - 2020年東京建築士会副会長
- 2013年 - 株式会社櫻井潔建築設計事務所・ETHNOS 設立
- 2017年 - 2021年芝浦工業大学建築学部客員教授

## 主な作品
1978年
- 厚木市文化会館

1979年
- 山梨県営レストハウス

1982年
- トヨタ東京ビル（BCS賞）
- 上智大学10号館

1983年
- 埼玉県議会議事堂（BCS賞）

1984年
- フイリピン　人造りセンター

1985年
- 新潟県庁舎　東回廊・議会庁舎棟（BCS賞、空気調和学会賞）

1986年
- フイリピン　DMMSU国立大学
- フェアチャイルド　長崎工場

1988年
- 住友不動産　軽井沢山荘

1992年
- 松下電器産業株式会社東京マルティメディアセンター（エドウィン・F・ガフ賞、日経ニューオフィス賞、照明学会普及賞、グッドデザイン賞、空気調和学会賞、建築省エネルギー賞）

1993年
- 日本銀行府中分館

1994年
- コナミ東京テクニカルセンター

1995年
- コナミ那須研修所（BCS賞、栃木県マロニエ建築賞、JIA環境建築賞優秀賞、日本建築学会作品選奨）
- ヨコソーレインボータワー

1996年
- アースポート（東京ガス港北ニュータウンビル）（JIA環境建築賞優秀賞、日経ニューオフィス推進賞、環境・省エネ建築賞建設大臣賞）

1998年
- 千葉東葛テクノプラザ（日本建築学会作品選奨、JIA環境建築賞最優秀賞）

1999年
- 日本科学未来館（グッドデザイン賞、空気調和衛生学会賞、イタリア　アーキテクチュルモビル賞、デュポン・ベネディット賞）

2000年
- 山形霞城セントラル（空調衛生学会推奨賞）

2002年
- 六本木泉ガーデン（グッドデザイン賞、BCS賞、日本建築学会作品選奨、日本都市計画学会賞計画設計賞、日本建築家協会賞、日本建築学会賞[技術],ARCASIA賞ゴールドメダル）
- コウヅキキャピタルイースト

2003年
- コウヅキキャピタルウェスト
- JAXA筑波宇宙センター　本部棟（照明学会大賞、JIA環境建築賞）
- 飯田橋アイガーデンタワー

2004年
- 日本生命丸の内本社ビル
- エプソン諏訪研究開発棟

2007年
- 東京ミッドタウン（BCS特別賞）

2008年
- かごしま環境未来館 (WORLD ARCHITECTURE 2008)
- 京都大学稲盛財団記念館（日本建築学会作品選集、日本建築家協会優秀建築選、BCS賞）

2009年
- 日本経団連会館
- 日本経済新聞社本社（日本建築学会作品選集、日本建築家協会優秀建築選、国際照明デザイン賞）
- 九州大学稲盛財団記念館

2010年
- 三井住友銀行大手町本社（日本建築学会作品選集）

2012年
- 日本政策投資銀行本店

2019年
- 鹿児島大学稲盛記念館
- コナミクリエイティブセンター銀座

## 著書
- “コンペに勝つ”　　　　　　　　　　　　新建築社　　　（共著）
- “ガラス建築”　　　　　　　　　　　　　日本建築学会　（共著）
- “建築生産ハンドブック”　　　　　　　　日本建築学会　（共著）
- “オフィス本”　　　　　　　　　　　　　彰国社　　　　（共著）
- “建築を創る　今つたえておきたいこと”　井上書院　　　（共著）